# NGC 4141
NGC 4141 (другие обозначения — UGC 7147, MCG 10-17-152, ZWG 292.74, PGC 38669) — спиральная галактика с перемычкой (SBc) в созвездии Большая Медведица.
Этот объект входит в число перечисленных в оригинальной редакции «Нового общего каталога».
В данной галактике наблюдались две вспышки сверхновых: SN 2008X и SN 2009E.